# Valea Sării
Valea Sării es una comuna ubicada en el distrito de Vrancea, Rumania.

## Superficie
Posee una superficie de 53,78 kilómetros cuadrados.

## Demografía
Hasta 2021 la población era de 1899 habitantes, con una densidad de población de 35,31 habitantes por kilómetro cuadrado.